# Nacionalni park Rincón de la Vieja
Rincón de la Vieja (špa. Parque Nacional Volcan Rincon de la Vieja) - nacionalni park u Kostariki i dio zaštićenog područja Guanacastea, koje je upisano na UNESCO-ov popis mjesta svjetske baštine u Amerikama 1999. godine kao mjesto važnih ekoloških procesa kopnenih i primorskih ekosustava.
U Nacionalnom parku nalaze se vulkani Rincón de la Vieja i Santa María. Posljednja erupcija vulkana Rincon de la Vieja bila je 1998. godine. Među glavnim atrakcijama su i gejziri, jezera, slapovi, vrući izvori vode i sl.
Najbliži grad je Liberia na jugu. U Parku postoje dva informativna centra za posjetitelje.
Ima raznih vrsta divljih životinja, uključujući više od 300 vrsta ptica, te brojnih sisavaca kao što su: pume, jaguari, majmuni i još mnogi drugi. U vulkanskim otvorima i gejzirima žive mikroorganizmi, koji mogu podnijeti ekstremno visoke temperature.

## Vanjske poveznice
|  | Zajednički poslužitelj ima još gradiva o temi Nacionalni park Rincón de la Vieja |